# Magway Stadium
Das Magway Stadium ist ein Fußballstadion in Magwe in der Magwe-Region in Myanmar. Es wird als Heimspielstätte des Fußballvereins Magwe FC genutzt. Die Anlage hat eine Kapazität von 7000 Personen. 